# Rovetta
Rovetta é uma comuna italiana da região da Lombardia, província de Bérgamo, com cerca de 3.370 habitantes. Estende-se por uma área de 23 km², tendo uma densidade populacional de 147 hab/km². Faz fronteira com Castione della Presolana, Cerete, Clusone, Colere, Fino del Monte, Gandino, Oltressenda Alta, Songavazzo, Villa d'Ogna, Vilminore di Scalve.

## Demografia
| Variação demográfica do município entre 1861 e 2011                               |
|                                                                                   |
| Fonte: Istituto Nazionale di Statistica (ISTAT) - Elaboração gráfica da Wikipedia |